# Џорџ Флојд
Џорџ Пери Флојд Млађи (енгл. George Perry Floyd Junior; Фејетвил, 14. октобар 1973 — Минеаполис, 25. мај 2020) био је Афроамериканац који је умро током лишавања слободе од стране полицијских службеника у Минеаполису, у Минесоти. Његова смрт покренула је талас протеста по Сједињеним Америчким Државама који се проширио и на остале континенте.

## Животопис
Флојд се родио у Фејетвилу, у Северној Каролини, а одрастао је у Хјустону, у Тексасу.
Играо је кошарку и амерички фудбал за Средњу школу Јејтс. Године 1992. „акробатским хватањем у енд зони” помогао је фудбалском тиму да дође до државног (тексашког) финала. Матурирао је на Јејтсу 1993. године. Две године је похађао Народни колеџ Јужна Флорида за коју је играо кошарку.  После се пребацио се на Универзитет Тексас Еј-енд-Ем у Кингсвилу где је такође играо кошарку, али је након тога одустао. 
Флојд се вратио у Хјустон, где је постао аутомеханичар и играо аматерску клупску кошарку. Почев од 1994. године, наступао је и као репер користећи сценско име „Велики Флојд” у хипхоп групи Скрувд ап клик.
У периоду 1997—2005. Флојд је осуђиван осам пута, због низа крађа и поседовања дроге, и у том периоду провео је три године и два месеца у затвору.  Године 2007. он је оптужен за оружану пљачку у инвазији на кућу у којој је „држао пиштољ на стомаку труднице” док остали саучесници крали. Флојд је склопио споразум о признавању кривице 2009. године те је осуђен на пет година затвора. Четири године доцније пуштен је на условну слободу. Након тога, укључио се у локалну свештеничку службу. 
Године 2014. преселио се у предграђе Минеаполиса Сент Луис Парк у којем је радио као возач камиона и обезбеђење у ресторану. Флојд је „изгубио посао избацивача у ресторану када је гувернер Минесоте (Тим Волз) издао наредбу којом се бране изласци и окупљања” због пандемије ковида 19 2020. године. 
Био је отац петоро деце.

## Смрт
Дана 25. маја 2020. Флојд је ухапшен због основа сумње да је фалсификовао новац у износу од 20 долара у продавници у Минеаполису. Њега су пријавили радници продавнице. Два полицајца, који су први изашли на лице места, нису могла да ухапсе Флојда који се опирао хапшењу и који „није могао да се контролише”, те су позвали појачање. После поновног неуспеха да га ставе у полицијско возило, полицијски службеници су одлучили да га оборе на земљу. Његова смрт је уследила након лишавања слободе од стране четворице полицијских службеника. Један од њих, Американац Дерeк Шовен (који је стигао као појачање), клечао је на Флојдовом врату нешто више од осам минута, док је Флојд био окренут лицем на доле. Двојица полицајца су обуздавала остале делове тела, а четврти је спречавао ремећење хапшења од стране пролазника. Флојд је упозоравао полицијске службенике речима „молим вас, не могу да дишем” и „немојте да ме убијете”. Сва четворица полицијских службеника су отпуштена, окривљена и оптужена за убиство.
Обдукција по службеној дужности показала је да Флојд није умро од Шовеновог удушења коленом, већ да је застој срца уследио од мешавине хапшења, слабог општег здравља и количине опојних дрога (метамфетамин и фентанил) у организму. Друга обдукција, коју је финансирала Флојдова породица, показује да је он умро од удушења. Трећа, завршна обдукција је установила да је Флојд умро од „срчаног застоја током привођења”, као и то да је био позитиван на вирус корона. У обдукционом извештају такође пише да је он био висок 193 цм, а тежак 102 кг. 

### Протести
Након Флојдове смрти, широм света су избиле демонстрације и протести против полицијског насиља према Афроамериканцима, недостатка полицијске одговорности и расизма у САД. Неки демонстранти пљачкају локалне радње, прибегавају насиљу и агресивно се сукобљавају с полицијом. Поред САД, протести су се развили широм света.

### Последице
Бројне државе су због његове смрти реформисале овлашћења полицијских службеника. Минеаполис је забранио „полицајцима да на било који начин гуше осумњичене, укључујући примену 'крагне'”. Овај град је такође одлучио „ће убудуће сваки полицајац бити у обавези да заустави колегу ако овај буде примењивао прекомерну употребу силе”, као и да ће бити „неопходно одобрење градског шефа полиције за употребу сузавца и гумених метака који се користе у ситуацијама контроле маса”. На реформе о ограничавању полицијских овлашћења, поред Минеаполиса, одлучили су се и савезна држава Калифорнија и градови Сан Дијего, Вашингтон (Округ Колумбија), Питсбург, Њу Орлеанс, Сијетл и Денвер.